# Stikkfrí
Stikkfrí è un film del 1997 diretto da Ari Kristinsson.